# Håll ångan oppe! (film, 1962)
Håll ångan oppe! (engelska: The Iron Maiden)
är en brittisk komedifilm från 1962 i regi av Gerald Thomas.

## Handling
En flygplanskonstruktörs kärlek till lokomobiler kommer i vägen för hans jobb när en amerikansk flygbolagsägare besöker England för att köpa nya flygplan.

## Rollista i urval
- Michael Craig - Jack Hopkins
- Anne Helm - Kathy Fisher
- Jeff Donnell - mrs Miriam Fisher
- Alan Hale, Jr. - Paul Fisher
- Noel Purcell - amiral Sir Digby Trevelyan
- Cecil Parker - Sir Giles Thompson
- Roland Culver - Lord Upshott
- Joan Sims - Nellie Trotter
- Sam Kydd - Fred Trotter
- John Standing - Humphrey Gore-Brown
- Judith Furse - mrs Webb, traktorförare
- Jim Dale - Bill, publicist